# Freyellidae
Famille
Les Freyellidae sont une famille d'étoiles de mer de l'ordre  des Brisingida.

## Liste des genres

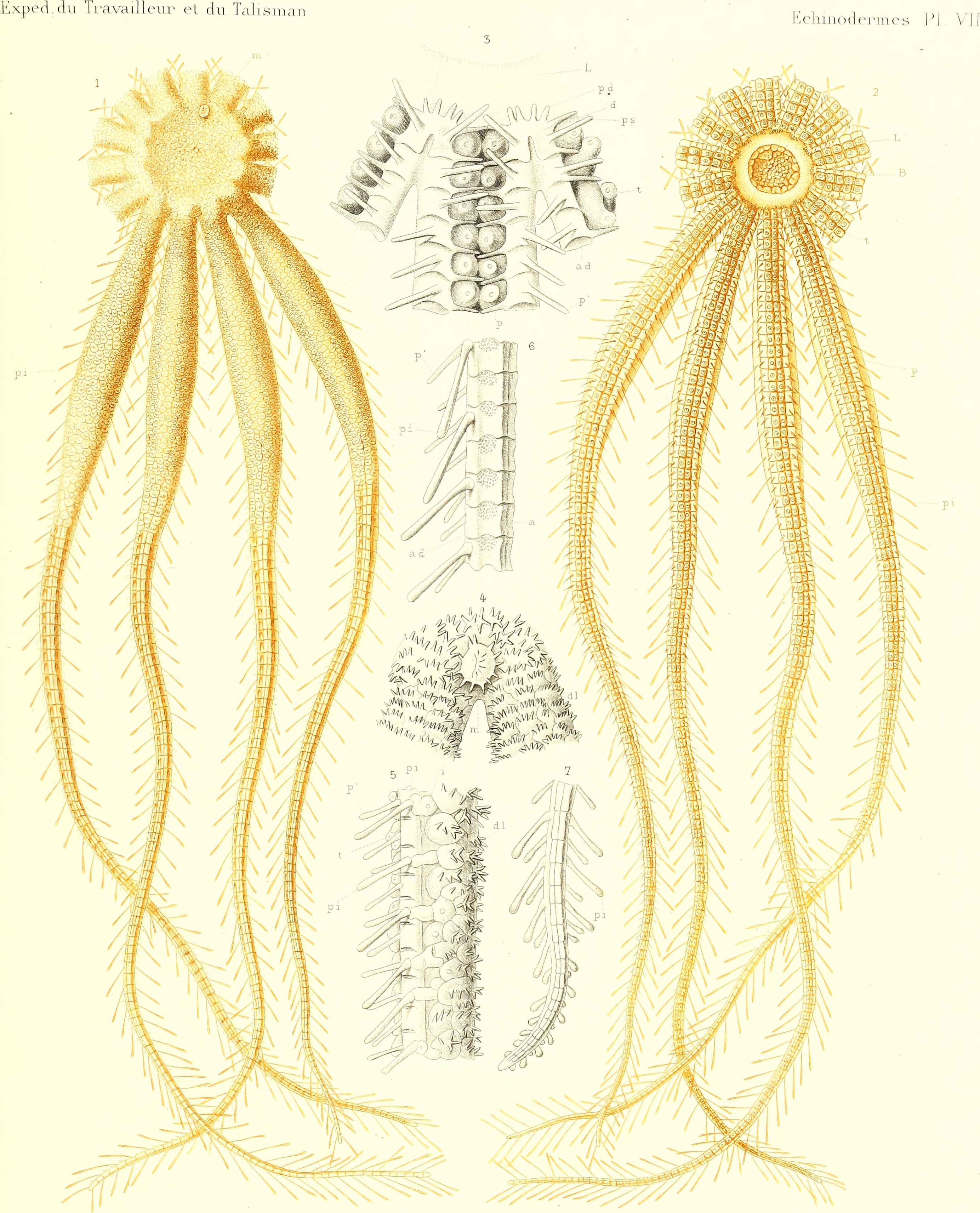
Schéma anatomique d'une Freyella elegans.

| Selon Zhang et al. 2023 : - genre Astrocles Fisher, 1917 - genre Freyastera Downey 1986 - genre Freyella Perrier, 1885 | Selon World Register of Marine Species (8 février 2021) : - genre Astrocles Fisher, 1917 -- 3 espèces - genre Belgicella Ludwig, 1903 -- 1 espèce - genre Colpaster Sladen, 1889 -- 2 espèces - genre Freyastera Downey, 1986 -- 6 espèces - genre Freyella Perrier, 1885 -- 30 espèces - genre Freyellaster Fisher, 1918 -- 5 espèces |

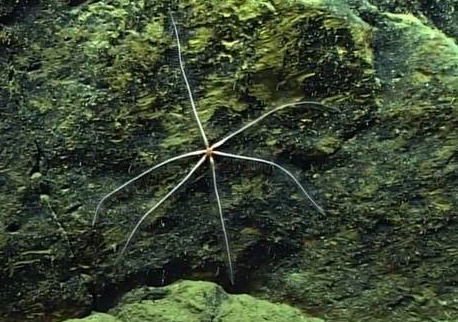
Freyastera sp. au large de Porto Rico (4 500 m de profondeur).
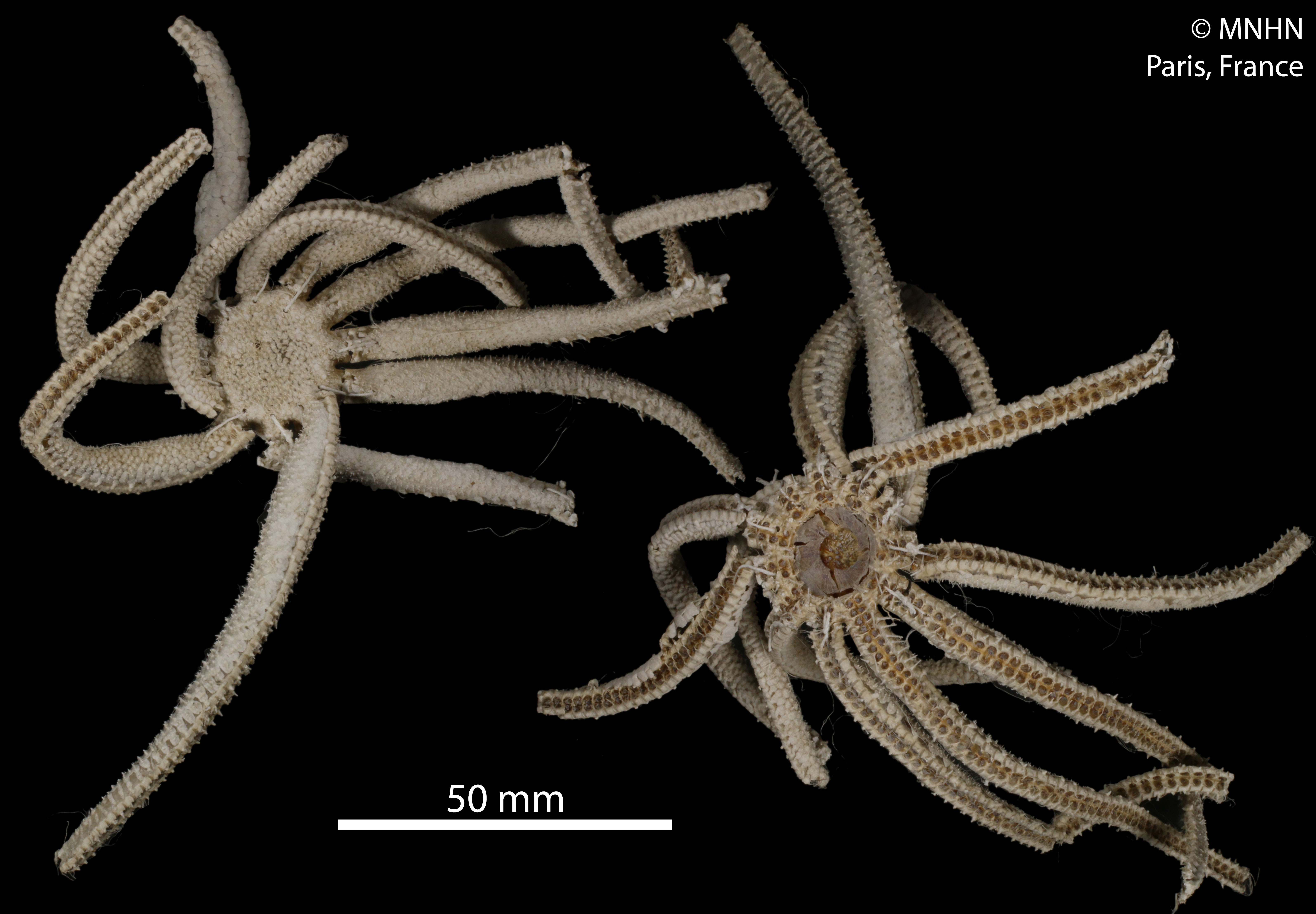
Freyella elegans (MNHN).

## Publication originale
- (en) Maureen E. Downey, « Revision of the Atlantic Brisingida (Echinodermata:Asteroidea), with description of a new genus and family », Smithsonian Contributions to Zoology, SISP (d) et SIP (d), no 435,‎ 1986, p. 1-57 (ISSN 0081-0282 et 1943-6696, DOI 10.5479/SI.00810282.435, lire en ligne).